# Бонавентура, Арнальдо
Арнальдо Бонавентура (итал. Arnaldo Bonaventura; 28 июля 1862, Ливорно — 7 октября 1952, Флоренция) — итальянский музыковед и филолог.

## Биография
Учился игре на скрипке у Фабио Фавилли, изучал гармонию и контрапункт под руководством Джино Беллио. Затем окончил Пизанский университет, где изучал литературу и право. В молодости играл на скрипке в составе различных камерных ансамблей (в том числе вместе с Джованни Сгамбати и Пьетро Масканьи), однако вскоре принял решение сосредточиться на исследовательской работе.
Первоначально работал в музыкальном отделе Национальной библиотеки Флоренции, занимаясь разбором и каталогизацией старинной части фонда. Затем перешёл во Флорентийский музыкальный институт, где занимал должность библиотекаря и читал курсы истории музыки и музыкальной эстетики. В 1923—1925 гг. исполняющий обязанности директора института (как раз в это время преобразованного в консерваторию). С 1932 г. на пенсии.
На протяжении многих лет (вплоть до 1938 года) выступал как музыкальный критик ведущей флорентийской газеты La Nazionale; занимал консервативную эстетическую позицию, отрицательно отзывался о музыке Мориса Равеля, Игоря Стравинского, Белы Бартока.
Секретарь, затем вице-председатель Флорентийского филологического кружка. Член (с 1897 г.) Академии Керубини, ассоциированной с Флорентийской консерваторией, с 1915 г. её секретарь, с 1936 г. вице-президент; в 1938 г. вынужден был выйти в отставку в связи с принятием в Италии расовых законов, ограничивавших права евреев. Занимал также пост вице-президента Общества итальянских музыковедов, в 1923 г. возглавлял исполнительный комитет Второго итальянского музыкального конгресса.

## Творчество
В молодости выпустил несколько стихотворных сборников и перевод поэмы Виктора Балагера «Пиренеи» (1894). В 1900 г. опубликовал книгу «Новолатинская поэзия в Италии от XIV века до наших дней» (итал. La Poesia neo-latina in Italia dal secolo XIV al presente), включавшую как очерк по истории вопроса, так и ряд переводов с латыни на итальянский.
Наиболее заметные работы Бонавентуры связаны с вопросами взаимодействия литературы и музыки. К их числу принадлежат книги «Данте и музыка» (итал. Dante e la musica; 1904), «Голос и пение Лауры в „Книге песен“ Петрарки» (итал. La voce e il canto di Laura nel Canzoniere del Petrarca; 1904), «Музыка в произведениях Горация» (итал. La musica nelle opere di Orazio; 1906), «Бокаччо и музыка» (итал. Il Boccaccio e la musica; 1914).
В дальнейшем издал серию книг обзорного характера, в том числе «Музыкальная жизнь Тосканы в XIX веке» (англ. La vita musicale in Toscana nel secolo XIX; 1909), «Исторический обзор итальянского музыкального театра» (англ. Saggio storico sul teatro musicale italiano; 1913), «Итальянская опера» (англ. L'opera italiana; 1928), «Музыканты из Ливорно» (англ. Musicisti livornesi; 1930). Отдельные книги Бонавентуры посвящены Николо Паганини (1911), Доменико Чимарозе (1915), Джузеппе Верди (1919), Бернардо Пасквини (1923), Джакомо Пуччини (1925), Луиджи Боккерини (1932), Джоакино Россини (1934).
Из многочисленных дидактических трудов Бонавентуры особой популярностью пользовался учебник по истории музыки (1898, четырнадцать прижизненных переизданий).